# Kulturverein „Brama Grodzka – Teatr NN“

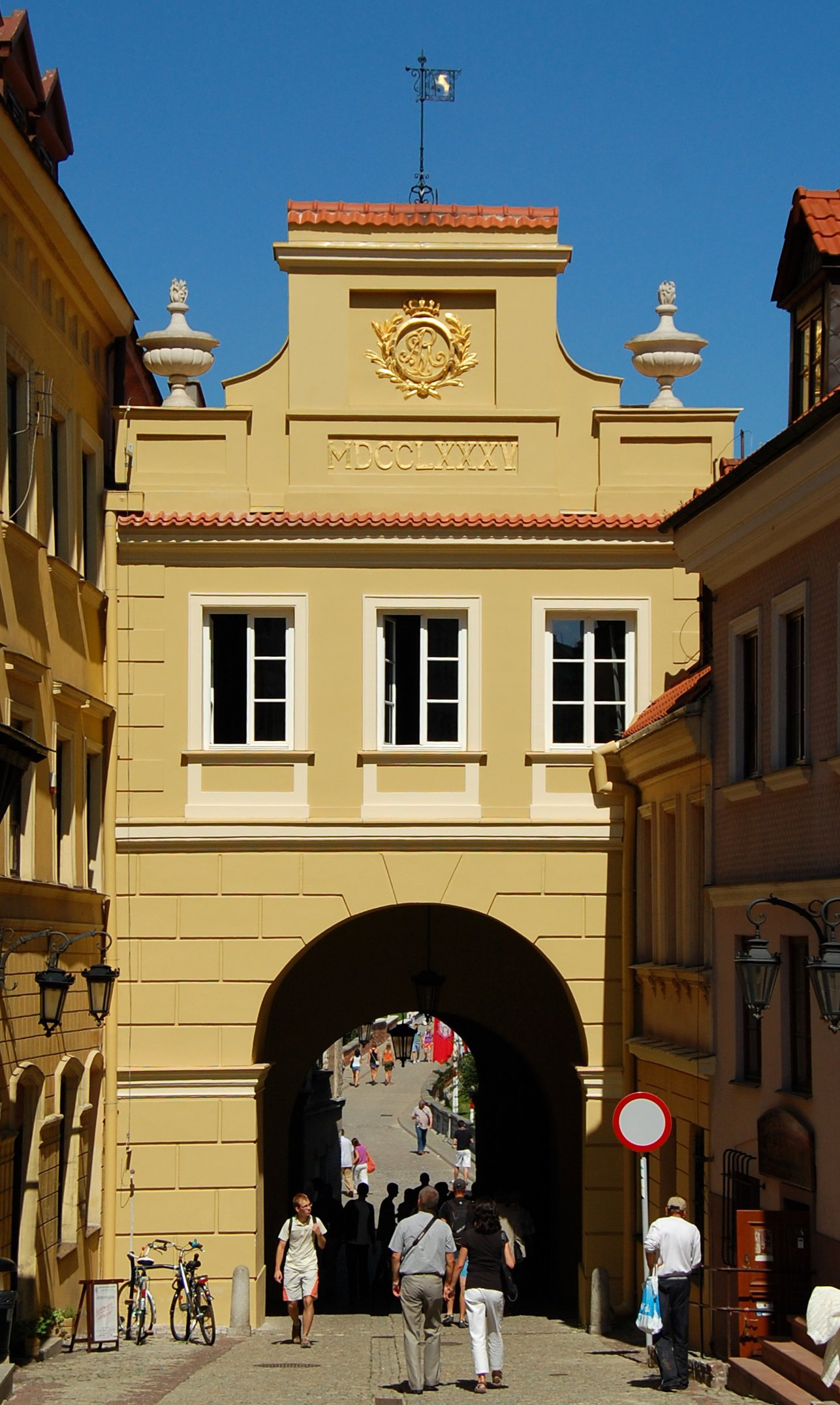
Tor Grodzka

Der Kulturverein „Brama Grodzka – Teatr NN“ (polnisch Ośrodek „Brama Grodzka – Teatr NN“) ist eine kulturelle Institution in Lublin. Sie befindet sich im Grodzka-Tor, welches auch als jüdisches Tor bekannt ist. Historisch diente es als Verbindung zwischen christlichem und jüdischem Teil der Stadt. Die Einrichtung beschäftigt sich hauptsächlich mit Themen des Kulturerbes. Die polnisch-jüdische Vergangenheit Lublins bildet den Grundstein der Aufklärungsarbeit der Institution.

## Geschichte der Einrichtung und Nutzung als Theater
Das Theater NN wurde 1990 vom Lubliner Schauspielverein gegründet, welcher sich zu dieser Zeit im Grodzka-Tor und angrenzenden Gebäuden befand. 1998 wurde das Theater eine eigenständige Organisation und erhielt den Namen Ośrodek „Brama Grodzka – Teatr NN“.
Zu Beginn führte das Theater Stücke von Kafka, Hrabal und anderen Autoren auf.
Wie Tomasz Pietrasiewicz erklärte, lag nach der Interpretation der Novelle „Moby-Dick“ von Herman Melville, das Hauptaugenmerk nicht mehr auf dem Produzenten selbst, sondern auf dem Erzähler.
Zudem veranstaltet die Organisation auch Festivals wie „Miasto Poezji“ (deutsch „Stadt der Poesie“) und „Śladami Singera“ (deutsch „Folge I. B. Singers Spuren“).

## Ausstellungen im Grodzka-Tor

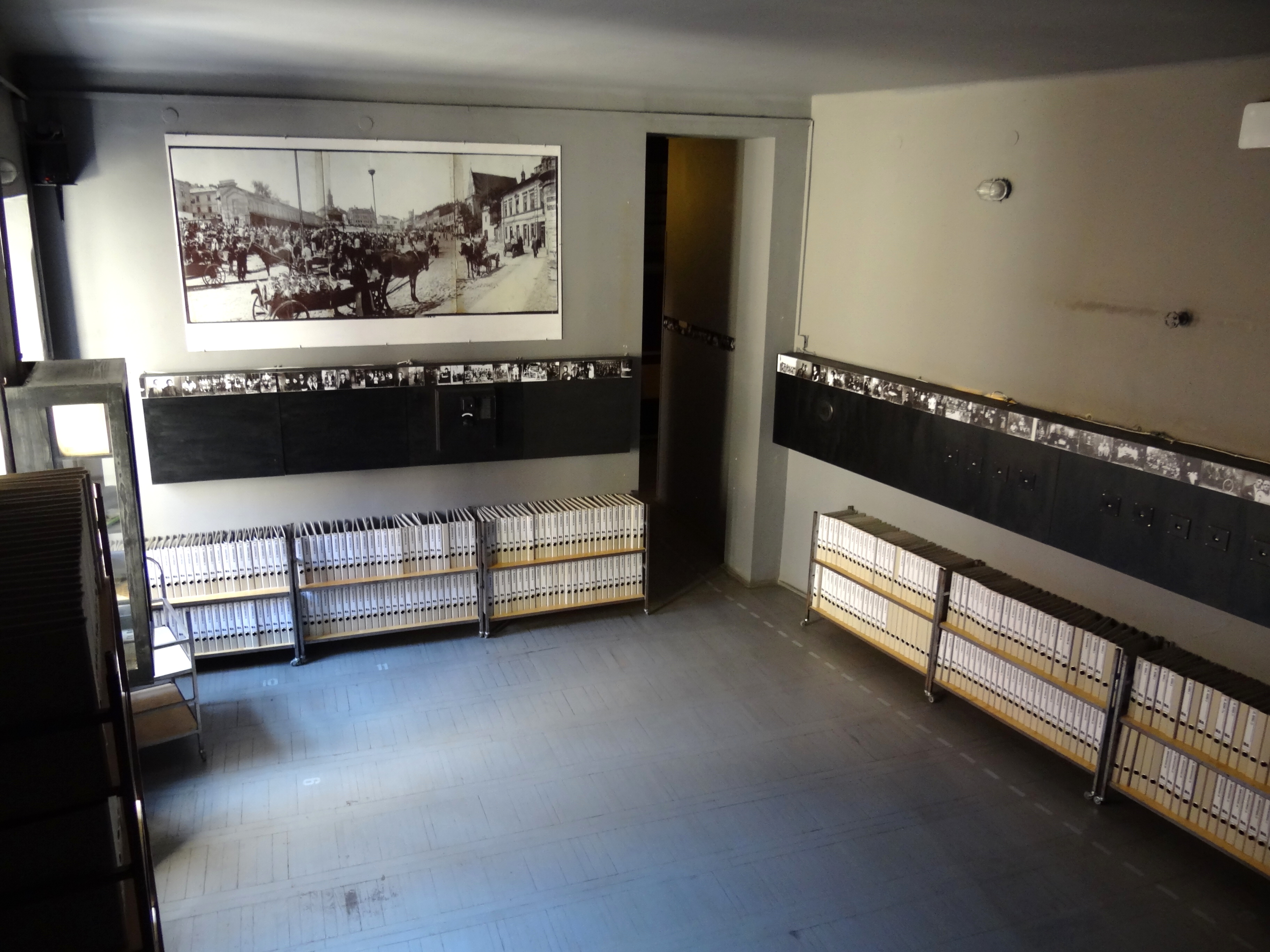
Teil des Archivs im Theater NN

Das Gebäude umfasst viele Ausstellungen, obwohl es durch seinen Grundriss, der durch viele verzweigte Gänge charakterisiert ist, weit entfernt von einem Platz für eine typische Ausstellung ist. Folglich wurde die Ausstellung an die örtlichen Gegebenheiten angepasst.
Im Jahre 2010 wurde durch die finanzielle Unterstützung des Ministeriums für Kultur und nationales Erbe der Republik Polen eine Ausstellung namens „Lublin. Pamięć Miejsca“ (deutsch „Lublin. Gedenken an den Ort“) in die Wege geleitet, welche bis heute besteht.
Sie enthält unter anderem einen Raum, in dem durch Markierungen auf dem Boden die damalige Wohnsituation einer jüdischen Familie dargestellt ist. Zusätzlich ist dort das frühere Stadtbild abgebildet.
Außerdem gibt es die „Wand der Stimmen“, an welcher Lautsprecher angebracht sind. Durch Betätigen eines Knopfes bekommt man einen Eindruck über Lublin vor dem Zweiten Weltkrieg.
Innerhalb der gesamten Ausstellung besteht die Möglichkeit historische Fotos Lublins durch ein Kaiserpanorama zu betrachten. Dadurch gewinnt man Eindrücke über die damaligen Verhältnisse. Darüber hinaus gibt es einen Raum der sich den Holocaust Opfern widmet. Dort sind 70 Farbfotos des Lubliner Ghettos zu sehen – diese sind vom deutschen Soldaten Max Kirnberger gemacht worden.
2012 wurden 2700 neue Fotos hinzugefügt. Sie wurden während Renovierungsarbeiten, eingewickelt in Papier und Tücher, auf dem Dachboden des Gebäudes in der Straße „Rynek“ mit der Hausnummer vier gefunden. Die Besitzer des Hauses überließen für das Grodzka-Tor die Bilder für einen Zeitraum von zehn Jahren.
Der Fotograf ist bis heute unbekannt.
Auch den Gerechten unter den Völkern der Lubliner Region (= Menschen die Juden während des Holocausts gerettet haben) wurde ein separater Raum gewidmet. Dort können Besucher an deren persönlichen Geschichten und Erinnerungen teilhaben.
Ein weiterer Blickfang der Ausstellung ist das Modell Lublins in den 1930er Jahren. Es beinhaltet Wohnhäuser, Einkaufsläden, Synagogen usw.

## Historisch-Bildungstechnischer Auftrag der Institution
„Juden, die hierher kommen, fragen uns: Warum macht ihr das? Schließlich seid ihr keine Juden, sondern Polen und das ist nicht eure Geschichte.
Polen, die hierher kommen, fragen uns: Warum macht ihr das? Schließlich seid ihr Polen und das ist nicht unsere Geschichte.
Seid ihr vielleicht Juden?

Wir erklären immer, dass es unsere gemeinsame Polnisch-Jüdische Geschichte ist. Um an die getöteten Juden zu erinnern muss man selbst kein Jude sein.
Es sollte mehr dieser Tore auf der Welt geben, nicht nur die Polnisch-Jüdischen.“

### „Poemat o Miejscu“ (deutsch:Gedicht über den Ort)

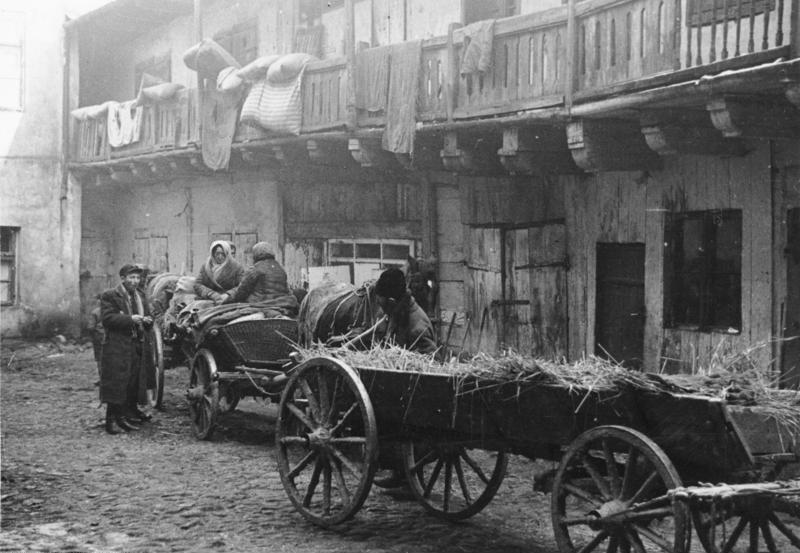
Ein Hof im Ghetto von Lublin

Das jüdische Viertel um das Lubliner Schloss bestand seit dem späten 14. Jahrhundert, bis es im Rahmen der Auflösung des jüdischen Ghettos im November 1943 durch Nationalsozialisten zerstört wurde. Heutzutage ist dort der Busbahnhof zu finden. Die Hauptstraße des jüdischen Viertels – „Szeroka“ – ist einem asphaltierten Parkplatz gewichen.
Um die Erinnerung an das jüdische Leben, das dort bestand, vor Vergessenheit zu bewahren, organisierte die Institution die Veranstaltung «Poemat o Miejscu» (deutsch „Gedicht über den Ort“).
Diese fand nachts im März in den Jahren 2002 und 2004 statt. Während dieser Zeit wurden alle Lichter im ehemaligen jüdischen Ghetto ausgeschaltet, um einen Kontrast zu den mit Leben gefüllten Stadtteilen zu schaffen. Es schlängelt sich eine Straße durch diesen Teil und endet an der nicht mehr vorhandenen Synagoge Maharszala. Auf dem Weg begegnete man Lichtsäulen, welche aus offenen Kanalschächten schienen und Stimmen, die durch die Straßen hallten. Stimmen von Insassen des Lubliner Schlossgefängnisses und Anwohnern berichten von der Funktion und Zerstörung des Ghettos. Näherte man sich der Straße „Tysiąclecia“ ertönten die Geschichten selbst aus den Lautsprechern des Busbahnhofs. Sobald man aber die Synagoge erreichte, wurde der Weg durch einen schwarzen Vorhang blockiert.
2004 wurde ein weiteres Symbol des heute verschwundenen jüdischen Viertels sichtbar. Eine originale Straßenlaterne an der Straße „Podwale“, welche sich schon zu vorkrieglicher Zeit dort befand. Diese leuchtet durchgehend, um die ehemalige jüdische Präsenz zu verdeutlichen.

### „Ein Land – Zwei Orte des Glaubens“

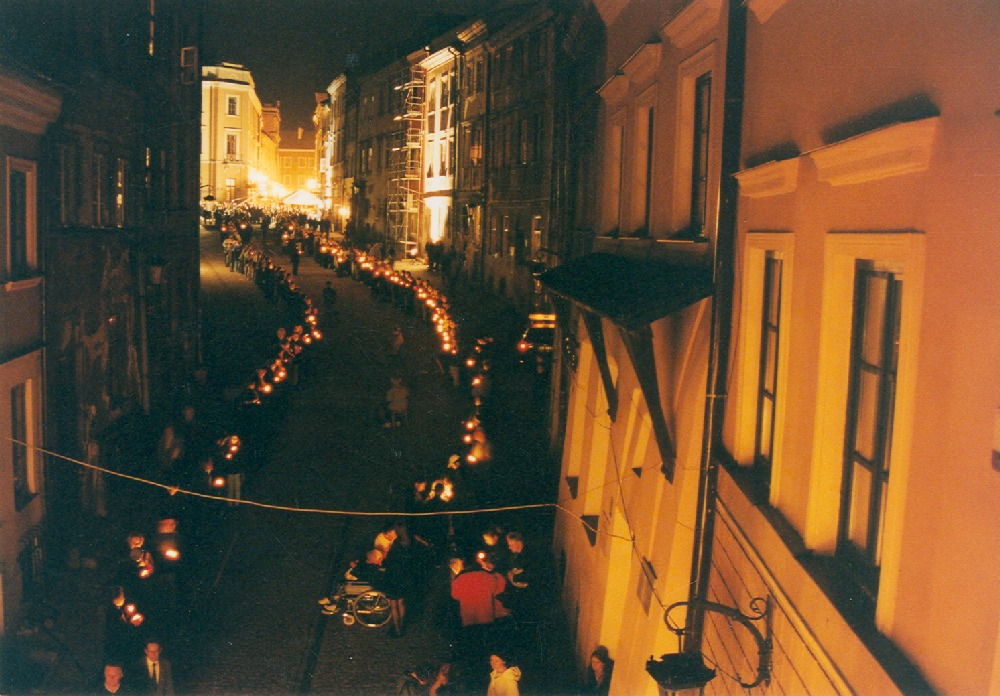
Grodzka-Straße während des „Mysterium der Erinnerung“-Umzugs

Das „Mysterium der Erinnerung“ polnisch Jedna Ziemia – Dwie Świątynie ‚Ein Land – Zwei Orte des Glaubens‘ wurde im Rahmen des Kongresses der christlichen Kultur organisiert, welcher vom 15. bis zum 17. September 2000 in Lublin stattfand. Es war eine weitläufige Veranstaltung mit ca. 2000 Teilnehmern. Der Oberrabbiner Polens, Michael Schudrich, sammelte etwas Erde vom Ort, an dem die Synagoge Maharszala stand. Józef Życiński, römisch-katholischer Erzbischof Lublins, sammelte etwas Erde vom Platz, auf dem sich die römisch-katholische Kirche St. Michael befand. Nun wurden die Behälter von Hand zu Hand gereicht – die Katholiken wurden von Jugendlichen Lublins und den Gerechten unter den Völkern vertreten, die Juden von den jüdischen Überlebenden des Zweiten Weltkriegs und Jugendlichen der Partnerstadt Rishon Le Zion. Unter dem Torbogen des Grodzka-Tores wurde der Inhalt beider Behälter in einem großen Fass von einem polnischen und einem jüdischen Kind sowie dem Professor der Katholischen Universität Lublins Johannes Paul II. namens Romuald Jakub Weksler-Waszkinel vermischt. Anschließend wurde eine Weinrebe in das Fass gepflanzt.
Professor Weksler-Waszkinel wurde nicht zufällig ausgewählt. Er ist ein römisch-katholischer Priester, der im Alter von 35 von seiner Mutter erfuhr, dass er nicht ihr leiblicher Sohn ist, sondern jüdische Wurzeln hat und in einem jüdischen Ghetto geboren ist. Er schaffte es die Namen seiner biologischen Eltern herauszufinden und fügte seinem polnischen Namen (Romuald Weksler) den Namen seines leiblichen Vaters (Jakub Waszkinel) hinzu. Obwohl sich Weksler-Waszkinel selbst als Jude ansieht, führt er die Arbeiten als römisch-katholischer Priester weiter aus. Zusätzlich engagiert er sich in unterschiedlichen Projekten, welche das Ziel der Versöhnung von Menschen unterschiedlicher Religionen haben.

### Henio Żytomirski

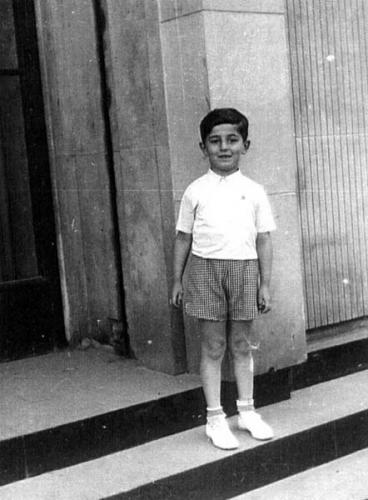
Das letzte Bild von Henio auf der Treppe zur Bank, 5. Juli 1939

Henio Żytomirski ist ein jüdischer Junge der in Lublin geboren und aufgewachsen ist. Er wurde im Alter von neun Jahren in einer Gaskammer des Konzentrationslagers Majdanek ermordet.
Ein Teil der Ausstellung im Grodzka-Tor ist Henio Żytomirski gewidmet. Abgesehen davon organisiert die Institution regelmäßig verschiedene Gedenkfeiern, wie zum Beispiel die «Listy do Henia». Außerdem gab es ein Profil auf Facebook. Henios Profil wurde von Piotr Brożek, einem Mitarbeiter des Grodzka-Tores, gepflegt. Er teilte im Namen des Jungen Bilder und Posts auf Polnisch. Schließlich gewann das Profil auch Freunde im Ausland, welche es in ihre Muttersprache übersetzten. Der Verein sammelte eine beträchtliche Menge an Daten über Henio (mit Briefen und Bildern, die von seiner Familie zu Verwandten geschickt wurden), die es ermöglichte eine sehr genaue Rekonstruktion seines Lebens zu erstellen. Aber aufgrund der neuen Nutzungsbedingungen von Facebook (Erstellen eines Fake-Accounts) wurde die Seite von Henio Żytomirski im Juli 2010 gelöscht.

## Mündliche Überlieferung
Seit 1998 ist das Projekt «Historia Mówiona» (deutsch „Die mündliche Überlieferung“) Teil der Ausstellung im Grodzka-Tor. Es basiert auf einer Sammlung von Audio- und Videomaterial der Zeugen verschiedener historischer Ereignisse. Demzufolge sammelte das Grodzka-Tor Erinnerungen von fast 2000 Menschen und Aufnahmen mit mehr als 3000 Stunden Audio- und Videomaterial. Die Interviews sind hauptsächlich über das alltägliche Leben, den kulturellen Austausch, den Zweiten Weltkrieg, den Holocaust, die polnisch-jüdischen Beziehungen während des Kriegs und die Opposition, als auch über die Veröffentlichungen im Untergrund während der Jahre der Volksrepublik Polens. Die gesammelten Materialien bilden die größte Sammlung Polens dieser Art, welche im Internet verfügbar ist. Jede Datei erfüllt die Vorgaben der DCMI (Dublin Core Metadate Initiative) und ist in dLibra gespeichert.
Das gesammelte Material wird auch in anderen von der Institution ausgewählten Projekten angewendet, wie zum Beispiel Ausstellungen, Einrichtungen, Theaterstücken, Bildungstechnischer Arbeit usw., um eine eigene Atmosphäre zu erschaffen, der Geschichte „etwas Leben einzuhauchen“ und Persönlichkeit zu geben.

## Einzelne Abteilungen der Institution „Grodzka-Tor“
„Lublins Straße durch den Untergrund“ (polnisch Lubelska Trasa Podziemna) ist eine der Abteilungen des „Grodzka-Tores“ und wurde 2006 für Besucher geöffnet. Sie ist 280 Meter lang und dient dem touristischen und bildungstechnischen Zweck. Sie verläuft unter den Häusern der Altstadt aus dem 16. bis 17. Jahrhunderts. Sie beginnt beim Krontribunal, führt weiter unter den Straßen „Złota“ und „Archidiakońska“ hindurch und endet auf dem Plac Po Farze. Auf dem Weg begegnen die Besucher vierzehn Ausstellungsräumen mit nachgebildeten Modellen, welche die Geschichte Lublins seit dem 8. Jahrhundert zeigen. Das Highlight des Weges ist ein großes multimedial unterstütztes Model des großen Feuers Lublins im Jahre 1719.
Das Haus der Worte (polnisch Dom Słów) in der Straße „Żmigród“, Hausnummer 1 ist eine weitere Abteilung des „Grodzka-Tores“. Sie wurde im Jahre 2006 gegründet. Ursprünglich wurde sie „Izba Drukarstwa“ (deutsch Kammer des Druckens) genannt. Die zweite Eröffnung der Institution war am 3. Oktober 2014. Die überarbeitete Ausstellung legt besonderen Wert auf die Bedeutung der Worte – Gedruckte und Gesprochene – im sozialen Leben und der Kultur. Das „Haus der Worte“ lässt den Besucher Einblick in die Schritte der Buchherstellung gewinnen – die Nummerierung der Seiten, das Drucken von Bildern, die Typografie usw. Einige Projekte der Institution haben das Ziel die Rolle der Meinungsfreiheit als den Meilenstein des Sozialen Wandels hervorzuheben. Zahlreiche dort organisierte Workshops sind auf das Lesen und deren Förderung ausgerichtet.